# British Home Championship 1962/63
Die British Home Championship 1962/63 war die 68. Auflage des im Round-Robin-System ausgetragenen Fußballwettbewerbs zwischen den vier britischen Nationalmannschaften von England, Nordirland (bis 1949/50 Irland), Schottland und Wales.
| Pl. | Nationalmannschaft | Sp. | S | U | N | Tore    | Punkte |
| --- | ------------------ | --- | - | - | - | ------- | ------ |
| 1.  | Schottland         | 3   | 3 | 0 | 0 | 010:400 | 06:0   |
| 2.  | England            | 3   | 2 | 0 | 1 | 008:300 | 04:20  |
| 3.  | Wales              | 3   | 1 | 0 | 2 | 006:800 | 02:40  |
| 4.  | Nordirland         | 3   | 0 | 0 | 3 | 003:120 | 0:60   |

|                                               |   |            |           |
| 20. Oktober 1962 in Belfast (Windsor Park)    |   |            |           |
| Nordirland                                    | – | England    | 1:3 (0:1) |
| 20. Oktober 1962 in Cardiff (Ninian Park)     |   |            |           |
| Wales                                         | – | Schottland | 2:3 (1:1) |
| 7. November 1962 in Glasgow (Hampden Park)    |   |            |           |
| Schottland                                    | – | Nordirland | 5:1 (1:1) |
| 21. November 1962 in London (Wembley Stadium) |   |            |           |
| England                                       | – | Wales      | 4:0 (2:0) |
| 3. April 1963 in Belfast (Windsor Park)       |   |            |           |
| Nordirland                                    | – | Wales      | 1:4 (1:2) |
| 6. April 1963 in London (Wembley Stadium)     |   |            |           |
| England                                       | – | Schottland | 1:2 (0:2) |